# Eyot
Eyot – serbski zespół grający muzykę jazz fusion, założony w 2008 w Niszu. Jest zwycięzcą konkursu muzycznego w kategorii OFF Competition organizowanego na festiwalu Midem w 2012. 

## Skład zespołu[2]
- Dejan Ilijić – pianino
- Slađan Milenović – gitara
- Miloš Vojvodić – perkusja
- Marko Stojiljković – gitara basowa

## Dyskografia
- Horizon (2010)[3]
- Drifters (2013)[4][5]
- Similarity (2014)[6][7][8]
- Innate (2017)[9]
- 557799 (2020)[10]